# Houssine Kharja
Cet article concerne le joueur de football. Pour la procession mystique, voir Kharja.
Houssine Kharja est un ancien footballeur international marocain né le 9 novembre 1982 à Poissy (Yvelines). Il évoluait au poste milieu de terrain. Il est également de nationalité française.

## Biographie

### Club
Né à Poissy, il a grandi en banlieue parisienne à Chanteloup-les-Vignes (Yvelines).
Il intègre en 1993 le centre de préformation du Paris Saint-Germain en compagnie de son frère jumeau. Il quittera le Paris Saint-Germain en 1998 pour continuer sa formation au Gazélec Ajaccio.
Il signe son premier contrat professionnel en 2001 dans le club de Ternana Calcio en Serie B, où il réalisera 4 saisons.
Il lance définitivement sa carrière lors de la saison 2005-2006 alors qu'il est prêté par Ternara à l'AS Rome, club avec lequel il dispute 25 matchs et sera vice-champion d'Italie ainsi que finaliste de la Coupe d'Italie en 2006.
Il est prêté par le Genoa à l'Inter Milan en janvier 2011, club entrainé par Leonardo qui brillait en équipe première du Paris Saint-Germain quand Houssine Kharja était encore en préformation dans ce même club.
En août 2011, il signe un contrat de deux ans avec la Fiorentina mais le joueur reste en copropriété entre le Genoa et la Fiorentina. Le transfert est évalué à 2,5 M€.
En 2012, il rejoint le club qatari de Al-Arabi. Lors du chaud derby entre son club et Al-Gharafa, Houssine Kharja empêche Nenê, qui vient de se faire expulser, de s'expliquer avec l'arbitre. Le brésilien lui assène alors une manchette. Après ce geste, Kharja frappe à son tour Nenê, et une bagarre générale éclate. Dès le lendemain, les deux footballeurs publient une photo où on les voit se réconcilier. Il prend la plus lourde sanction en écopant de dix matchs et 78 000 euros d'amende tandis que Nenê est suspendu neuf matchs et doit s'acquitter d'une amende de 67 000 euros. À la suite de cette bagarre, son club d'Al-Arabi résilie son contrat le 31 mars 2013.
Houssine Kharja a évolué en tant que capitaine au sein de l'équipe nationale du Maroc.
En 2014, il signe un contrat de trois mois avec Novara pour s'entrainer, en vue de se préparer pour la CAN 2015, au Maroc. Le 10 octobre 2014, il signe au FC Sochaux-Montbéliard.
En septembre 2015, il est engagé par le Steaua Bucarest

### Sélection nationale
| Caps | Date       | Match                     | Lieu           | Score     | Compétition       | But |
| 1    | 20/06/2003 | Maroc - Gabon             | Rabat          | 2 - 0     | Elim. CAN 2004    | --  |
| 2    | 06/07/2003 | Guinée Equa - Maroc       | Malabo         | 0 - 1     | Elim. CAN 2004    | --  |
| 3    | 10/09/2003 | Maroc - Trinité et Tobago | Marrakech      | 2 - 0     | Amical            | --  |
| 4    | 11/10/2003 | Tunisie - Maroc           | Tunis          | 0 - 0     | Amical            | --  |
| 5    | 19/11/2003 | Maroc – Mali              | Casablanca     | 0 - 1     | Amical            | --  |
| 6    | 27/01/2004 | Nigeria - Maroc           | Monastir       | 0 - 1     | CAN 2004          | --  |
| 7    | 31/01/2004 | Bénin - Maroc             | Sfax           | 0 - 4     | CAN 2004          | --  |
| 8    | 04/02/2004 | Afrique du sud - Maroc    | Sousse         | 1 - 1     | CAN 2004          | --  |
| 9    | 08/02/2004 | Algérie - Maroc           | Sfax           | 1 - 3     | ¼ Finale CAN 2004 | --  |
| 10   | 31/03/2004 | Maroc - Angola            | Rabat          | 3 - 1     | Amical            | --  |
| 11   | 28/04/2004 | Maroc - Argentine         | Casablanca     | 0 - 1     | Amical            | --  |
| 12   | 05/06/2004 | Malawi - Maroc            | Blantyre       | 1 - 1     | Elim. CM/CAN 2006 | --  |
| 13   | 03/07/2004 | Botswana - Maroc          | Gaborone       | 0 - 1     | Elim. CAN/CM 2006 | --  |
| 14   | 04/09/2004 | Maroc - Tunisie           | Rabat          | 1 - 1     | Elim.CAN/CM 2006  | --  |
| 15   | 10/10/2004 | Guinée - Maroc            | Conakry        | 1 - 1     | Elim.CAN/CM 2006  | --  |
| 16   | 17/11/2004 | Maroc – Burkina           | Rabat          | 4 - 0     | Amical            | --  |
| 17   | 09/02/2005 | Maroc - Kenya             | Rabat          | 5 - 1     | Elim.CAN/CM 2006  | --  |
| 18   | 26/03/2005 | Maroc - Guinée            | Rabat          | 1 - 0     | Elim.CAN/CM 2006  | --  |
| 19   | 04/06/2005 | Maroc - Malawi            | Rabat          | 4 - 1     | Elim.CAN/CM 2006  | 1   |
| 20   | 18/06/2005 | Kenya - Maroc             | Nairobi        | 0 - 0     | Elim.CAN/CM 2006  | --  |
| 21   | 17/08/2005 | Togo - Maroc              | Rouen          | 1 - 0     | Amical            | --  |
| 22   | 03/09/2005 | Maroc – Botswana          | Rabat          | 1 - 0     | Elim.CAN/CM 2006  | --  |
| 23   | 08/10/2005 | Tunisie - Maroc           | Radès          | 2 - 2     | Elim.CAN/CM 2006  | --  |
| 24   | 15/11/2005 | Cameroun - Maroc          | Clairefontaine | 0 - 0     | Amical            | --  |
| 25   | 09/01/2006 | Maroc - RD Congo          | Rabat          | 3 - 0     | Amical            | --  |
| 26   | 14/01/2006 | Maroc - Zimbabwe          | Marrakech      | 1 - 0     | Amical            | --  |
| 27   | 17/01/2006 | Maroc - Angola            | Rabat          | 2 - 2     | Amical            | --  |
| 28   | 21/01/2006 | Côte d’Ivoire - Maroc     | Le Caire       | 1 - 0     | CAN 2006          | --  |
| 29   | 24/01/2006 | Egypte - Maroc            | Le Caire       | 0 - 0     | CAN 2006          | --  |
| 30   | 28/01/2006 | Libye - Maroc             | Le Caire       | 0 - 0     | CAN 2006          | --  |
| 31   | 16/08/2006 | Maroc – Burkina           | Rabat          | 1 - 0     | Amical            | --  |
| 32   | 02/06/2007 | Maroc – Zimbabwe          | Casablanca     | 2 - 0     | Elim. CAN 2008    | --  |
| 33   | 16/06/2007 | Malawi - Maroc            | Blantyre       | 0 - 1     | Elim. CAN 2008    | --  |
| 34   | 08/09/2007 | Ghana - Maroc             | Rouen          | 2 - 0     | Amical            | --  |
| 35   | 17/10/2007 | Maroc - Namibie           | Rabat          | 2 - 0     | Amical            | --  |
| 36   | 16/11/2007 | France - Maroc            | St-Denis       | 2 - 2     | Amical            | --  |
| 37   | 21/11/2007 | Sénégal - Maroc           | Créteil        | 0 - 3     | Amical            | --  |
| 38   | 12/01/2008 | Maroc - Zambie            | Fès            | 2 - 0     | Amical            | --  |
| 39   | 16/01/2008 | Maroc - Angola            | Rabat          | 2 - 1     | Amical            | --  |
| 40   | 24/01/2008 | Maroc - Guinée            | Accra          | 2 - 3     | CAN 2008          | --  |
| 41   | 28/01/2008 | Ghana - Maroc             | Acrra          | 2 - 0     | CAN 2008          | --  |
| 42   | 26/03/2008 | Belgique - Maroc          | Bruxelles      | 1 - 4     | Amical            | --  |
| 43   | 31/05/2008 | Maroc - Ethiopie          | Casablanca     | 3 - 0     | Elim.CAN/CM 2010  | 1   |
| 44   | 07/06/2008 | Mauritanie - Maroc        | Nouakchott     | 1 - 4     | Elim.CAN/CM 2010  | 1   |
| 45   | 14/06/2008 | Rwanda - Maroc            | Kigali         | 3 - 1     | Elim.CAN/CM 2010  | --  |
| 46   | 21/06/2008 | Maroc - Rwanda            | Casablanca     | 2 - 0     | Elim.CAN/CM 2010  | --  |
| 47   | 20/08/2008 | Maroc - Bénin             | Rabat          | 3 - 1     | Amical            | 1   |
| 48   | 06/09/2008 | Oman - Maroc              | Mascate        | 0 - 0     | Amical            | --  |
| 49   | 11/10/2008 | Maroc - Mauritanie        | Rabat          | 4 - 1     | Elim.CAN/CM 2010  | --  |
| 50   | 19/11/2008 | Maroc - Zambie            | Casablanca     | 3 - 0     | Amical            | 1   |
| 51   | 11/02/2009 | Maroc – Tchèque           | Casablanca     | 0 - 0     | Amical            | --  |
| 52   | 28/03/2009 | Maroc - Gabon             | Casablanca     | 1 - 2     | Elim.CAN/CM 2010  | --  |
| 53   | 31/03/2009 | Angola - Maroc            | Lisbonne       | 0 - 2     | Amical            | --  |
| 54   | 07/06/2009 | Cameroun - Maroc          | Yaoundé        | 0 - 0     | Elim.CM 2010      | --  |
| 55   | 20/06/2009 | Maroc - Togo              | Rabat          | 0 - 0     | Elim.CM 2010      | --  |
| 56   | 12/08/2009 | Maroc - Congo             | Rabat          | 1 - 1     | Amical            | --  |
| 57   | 06/09/2009 | Togo - Maroc              | Lomé           | 1 - 1     | Elim.CM 2010      | --  |
| 58   | 10/10/2009 | Gabon - Maroc             | Libreville     | 3 - 1     | Elim.CM 2010      | --  |
| 59   | 09/10/2010 | Tanzanie - Maroc          | Dar-es-Salaam  | 0 - 1     | Elim. CAN 2012    | --  |
| 60   | 17/11/2010 | Irlande du Nord - Maroc   | Belfast        | 1 - 1     | Amical            | --  |
| 61   | 09/02/2011 | Maroc – Niger             | Marrakech      | 3 - 0     | Amical            | --  |
| 62   | 27/03/2011 | Algérie - Maroc           | Annaba         | 1 - 0     | Elim. CAN 2012    | --  |
| 63   | 04/06/2011 | Maroc - Algérie           | Marrakech      | 4 - 0     | Elim. CAN 2012    | --  |
| 64   | 10/08/2011 | Sénégal - Maroc           | Dakar          | 0 - 2     | Amical            | 1   |
| 65   | 04/09/2011 | Centrafrique - Maroc      | Bangui         | 0 - 0     | Elim. CAN 2012    | --  |
| 66   | 09/10/2011 | Maroc - Tanzanie          | Marrakech      | 3 - 1     | Elim. CAN 2012    | --  |
| 67   | 13/11/2011 | Maroc - Cameroun          | Marrakech      | 1-1(2-4p) | LG Cup            | --  |
| 68   | 23/01/2012 | Tunisie - Maroc           | Libreville     | 2 - 1     | CAN 2012          | 1   |
| 69   | 27/01/2012 | Gabon - Maroc             | Libreville     | 3 - 2     | CAN 2012          | 2   |
| 70   | 31/01/2012 | Niger - Maroc             | Libreville     | 0 - 1     | CAN 2012          | --  |
| 71   | 25/05/2012 | Maroc – Sénégal           | Marrakech      | 0 - 1     | Amical            | --  |
| 72   | 02/06/2012 | Gambie - Maroc            | Bakau          | 1 - 1     | Elim.CM 2014      | 1   |
| 73   | 09/06/2012 | Maroc -Côte d’Ivoire      | Marrakech      | 2 - 2     | Elim.CM 2014      | 1   |
| 74   | 15/08/2012 | Maroc – Guinée            | Rabat          | 1 - 2     | Amical            | --  |
| 75   | 09/09/2012 | Mozambique - Maroc        | Maputo         | 2 - 0     | Elim. CAN 2013    | --  |
| 76   | 13/10/2012 | Maroc - Mozambique        | Marrakech      | 4 - 0     | Elim. CAN 2013    | 1   |
| 77   | 28/03/2015 | Maroc – Uruguay           | Agadir         | 0 - 1     | Amical            | --  |
| 78   | 12/06/2015 | Maroc - Libye             | Agadir         | 1 - 0     | Elim. CAN 2017    | --  |
| ---- | ---------- | ------------------------- | -------------- | --------- | ----------------- | --- |

## Carrière
- 2000 - 2001 : Sporting CP B  Portugal[8]
- 2001 - jan. 2007 : Ternana  Italie
  - 2005 - 2006 : AS Rome  Italie (prêt)
- jan. 2007 - 2008 : Piacenza FC  Italie
  - jan. 2008 - 2008 : AC Sienne  Italie (prêt)
- 2008-2009 : AC Sienne  Italie
- 2009 - 2011 : Genoa CFC  Italie
  - jan. 2011 - 2011 : Inter Milan  Italie (prêt)
- 2011 - 2012 : ACF Fiorentina  Italie
- 2012-2013 : Al-Arabi Sports Club  Qatar
- oct. 2014-2015 : FC Sochaux-Montbéliard  France
- 2015-2016 : Steaua Bucarest  Roumanie

## Palmarès

### ClubInter Milan
- Vainqueur de la Coupe d'Italie en 2011
- Vice-champion d'Italie en 2011

 AS Rome
- Finaliste de la Coupe d'Italie en 2006
- Vice-champion d'Italie en 2006

 Steaua Bucarest
- Vainqueur de la Coupe de la Ligue en 2016

### Sélection
Maroc
- Finaliste de la CAN 2004

#### Distinctions personnelles
- Co-meilleur buteur de la CAN 2012 (4 buts).

## Décorations
- Officier de l'ordre du Trône — Le 14 février 2004, il est décoré officier de l'ordre du Wissam al-Arch[9] — ordre du Trône[10] — par le roi Mohammed VI au Palais royal de Rabat[11].